# Коринтски провлак
Коринтският провлак е провлак, представляващ мост между континентална Гърция и изкуствено създадения днес чрез Коринтския канал остров Пелопонес.

## География
Преди прокопаването на канала, полуостров Пелопонес е бил свързан с останалата част на Гърция чрез земната преграда между Коринтския залив на запад и Сароническия залив на изток. От 1893 с прокопаването на канала, дълъг 6,3 km, тази земна връзка се замества от мостове, прехвърлени от юг на север.

## Геология
Коринтският провлак се предполага, че е бил по-компактна и широка земна ивица, която тектоничните сили и континенталният дрейф постепенно изтъняват заедно с бавното разширяване на Коринтския залив с около 30 mm годишно. Филипсън през 1892 година, изучавайки геологията на провлака, наблюдава 2 земетръсни системи вследствие на разломи, които са Коринтският разлом – в северната част на провлака, и Кромионийският разлом – в южната част. От наблюденията си в откритите стени на канала Филипсън решава, че провлакът е с хорстов произход. По-късни проучвания отхвърлят тези предположения и установяват, че двойки тектонични сили са създавали въртящ момент с хоризонтална ос, причинявайки разломите между неотектонични мегаблокове простиращи се на север от басейна на река Сперхей и на юг до Пелопонес, като наричат тези двойки тектонични диполи.
Скалните маси, изграждащи провлака, са седиментни и нестабилни. Поради сеизмичната активност на провлака каналът е бил затварян за общо 4 години между 1893 и 1940 за поправки и поддръжка. Само през 1923 близо 41 000 m³ скална маса пада в канала, което наложило изгребването ѝ в продължение на 2 години.

## История

### При древните гърци
Коринтският провлак е бил дом на Посейдоновото селище, чийто стадион и укрепления са били домакин на Истмийските игри. Храмът на Посейдон и други сгради са разкопани на юг от Коринтския канал.
Самият провлак е бил от изключителна стратегическа важност, понеже е бил единственият наземен път от Атина към Спарта и близостта му до 2 морета го е превърнал в истинска търговска мечта. Благодарение на тази му стратегическа позиция жителите на град Коринт се облагодетелстували и процъфтявали. За древните гърци и техните сравнително леки за мореплаване плавателни съдове триреми, разчитащи на силите на вятъра и на гребците моряци, заобикалянето на полуостров Пелопонес е било сравнително трудно начинание, особено през време на буря в капризното Средиземно море. И днес все още се намират потънали триреми, натоварени с амфори и керамика, статуи и сечива, които са намерили гибелта си в крайбрежните води по време на буря.
Още от древността имало планове за канал между двата залива, но едва индустриалният 19 век разрешава проблемите с прокопаването на канала и го превръща в реалност. В действителност първият опит да се просече провлакът е още през 7 век пр.н.е. на тирана Периандър (починал през 586 пр.н.е.). Той обаче се отказал от начинанието поради огромните за времето технологични трудности и липса на техника освен примитивни сечива и груба физическа сила. Вместо канал той конструирал евтина и по-малко трудоемка наземна рампа, покрита с камъни, за прехвърляне по земя на корабите. Тази рампа – диолк е все още различима и днес предимно на север, а в западната част на юг от прокопания канал.

### При римляните
Когато римляните по времето на Римската република, а по късно и Римската империя завзели Гърция, с инженерния си опит смятали, че ще успеят там, където Периандър се провалил. Предложени били много решения и дори според Гай Светоний Транквил в „Дванадесетте Цезари“ Юлий Цезар (48 – 44 пр.н.е.) виждал предимствата на един кратък воден път между заливите, който да даде икономически тласък на новосъздадената от него колония Лаус Юлия Коринтиензис – лат.:Colonia Laus Iulia Corinthiensis.
Към времето на царуването на Тиберий инженери пак опитали да прокопаят провлака, но не успели, а продължили наземното прекарване на корабите, като ги тикали върку дървени ролки, подобно на методите, използвани от египтяните за прекарване на тежките гранитни блокове от кариерите до местопредназначението при строежа на пирамидите; този метод бил в употреба и през 32 от н.е. През 67 от н.е. поклонникът на гръцкото културно наследство гръкофилът римски император Нерон (54 – 68 от н.е.) нарежда на 6000 роби да копаят канала с лопати. През 68 г. Нерон умира и начинанието му е изоставено, тъй като неговият практичен наследник Галба сметнал проекта за прекалено скъп и неизгоден в по-дълъг план.

### В съвременността
През 1881 унгарските архитекти Ищван Тюр и Бела Герстер проектират Коринтския канал. Гръцката компания на Андреас Сингрос с основен предприемач Антонис Матсас започват прокопаването през 1881 и го завършват през 1893, издълбавайки 6343 метра, 25 метра широк и 8 метра дълбок канал, реално превръщайки полуостров Пелопонес в остров. Каналът спестил на мореплавателите 400 km. На места каналът е само 21 метра широк и затова е достъпен само за сравнително малки и плиткогазещи плавателни съдове. По него преминават около 11 000 кораби годишно.

## Съвременна археологическа политика
Останките на каменната рампа диолк, водеща от единия залив до другия, все още се различават и съвременните археолози се тревожат за съдбата на тази историческа ценност. Няколко кампании на гръцки археолози и общественици призовават гръцкото правителство да се погрижи за съхраняването на историческите паметници около канала.
- Пелопонес, погледнат от космоса, с провлака горе вдясно.
- Немска карта с Коринтския провлак.